# カタンガ (小惑星)
カタンガ (1817 Katanga) は、1939年6月20日にシリル・ジャクソンがヨハネスブルグで発見した、小惑星帯に位置する小惑星である。
コンゴ民主共和国のカタンガ州に因んで命名された。